# Chremylomorpha mirabilis
Chremylomorpha mirabilis är en stekelart som beskrevs av Sergey A. Belokobylskij 1986. Chremylomorpha mirabilis ingår i släktet Chremylomorpha och familjen bracksteklar. Inga underarter finns listade i Catalogue of Life.